# Monte Ricco
Il Monte Ricco (330 m s.l.m.), situato nel comune di Monselice (Padova), è una delle cime sud orientali dei Colli Euganei.

## Descrizione

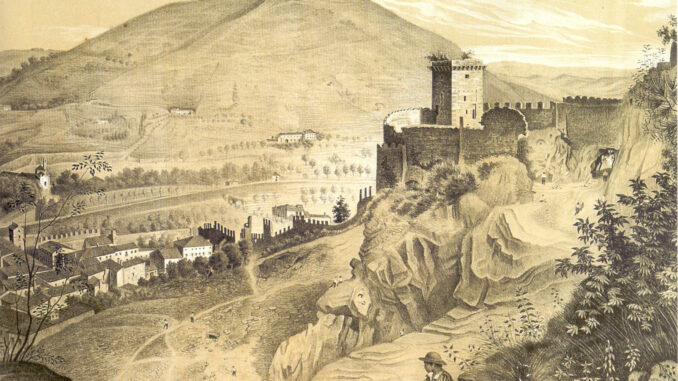
Monte Ricco non ancora segnato dalla attività di cava; vista dal colle della Rocca, G. Mazzocca, 1866.

Nome dato dalla ricchezza di risorse presenti sul colle infatti si ritrova nelle fonti come Mons Vienarum, Mons Vitum o Vignalisicus a partire dall'inizio dell'XI secolo e per i secoli successivi. I suoi pendii sono stati largamente coltivati a vite e ulivo in appezzamenti di proprietà di monasteri locali e più distanti e fino al 1257 di Ezzelino III da Romano che eresse delle fortificazioni sulla cima del monte. Dal X secolo molte delle proprietà appartengono al Monastero di San Zaccaria di Venezia, in possesso della corte di Petriolo, una azienda agricola completa con tutte le attinenze necessarie per la produzione, con centro gestionale e amministrativo, fino al XIV secolo, un'area vicina alla chiesa di San Tommaso e Zenone sul lato nord-est della colle della Rocca. Queste terre venivano cedute tramite contratto a livello a comunità di contadini che ripagavano con i prodotti della terra fino a dopo il 1200 e a cui veniva richiesto oltre di lavorare nelle proprie vigne, di aiutare nella vendemmia e dal 1206 di piantare nuove viti. 

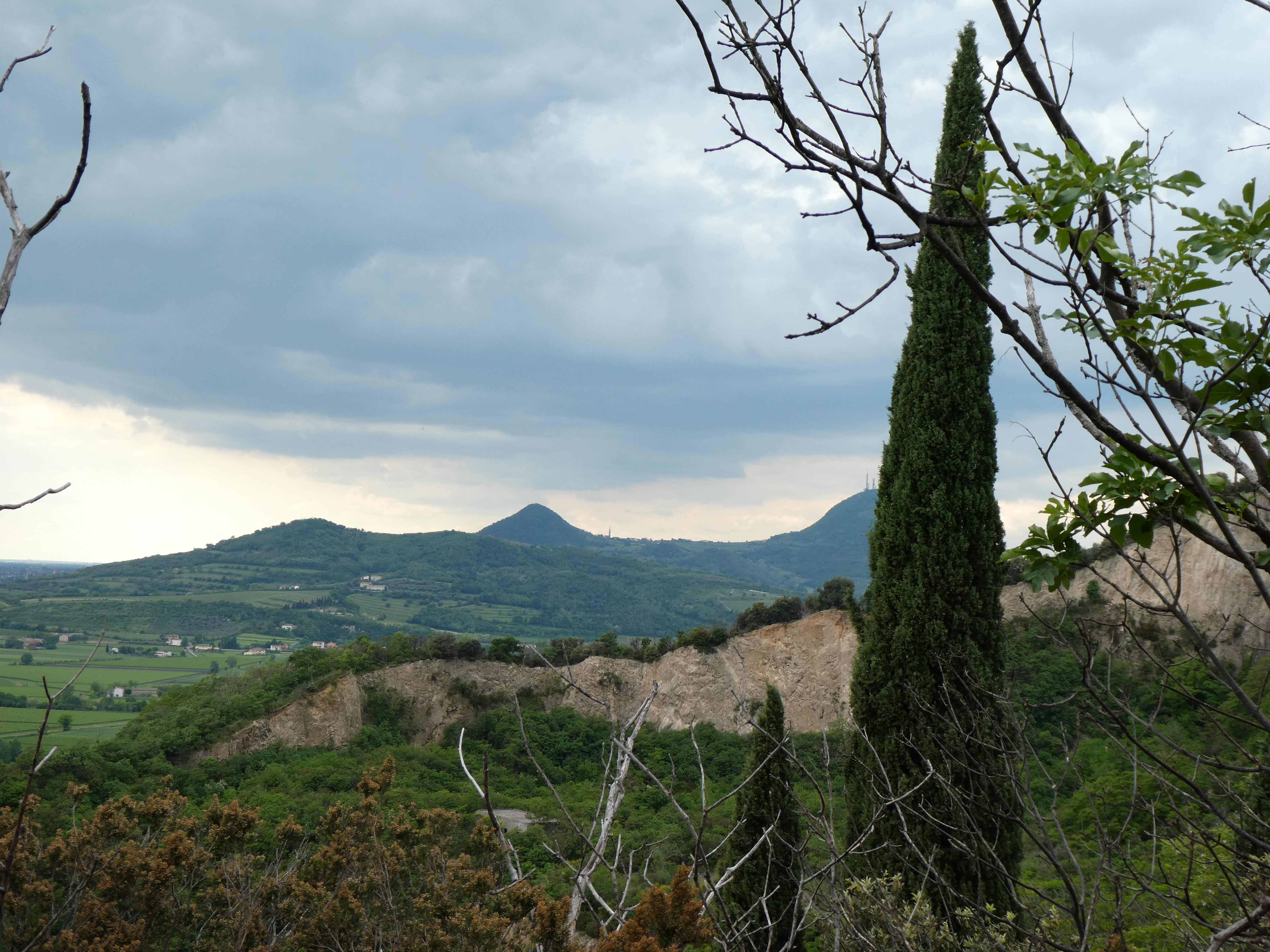
Cave nel monte Ricco

Lo sfruttamento di natura economica si è intensificato dalla fine dell'800 per il prelievo di riolite attraverso l'attività di cava, che iniziò dall'epoca preistorica ma si concluse negli anni 70 del 900.

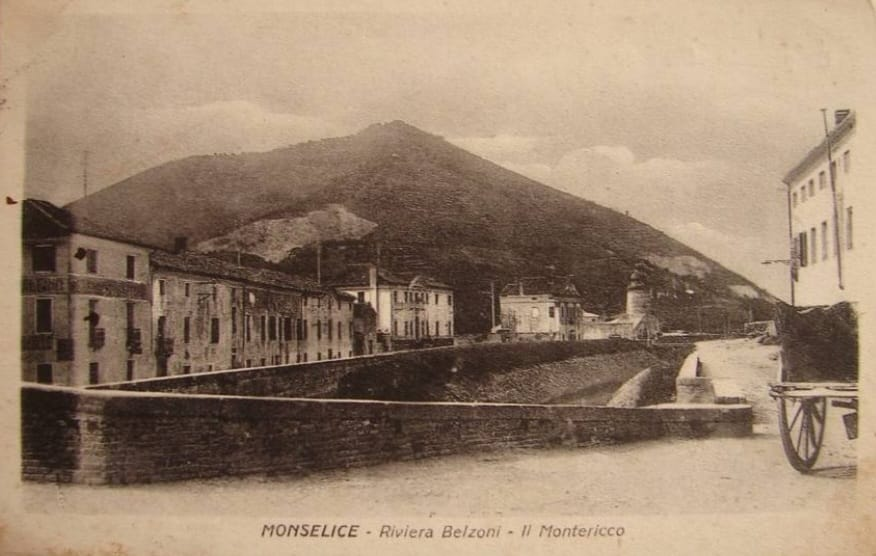
Il monte Ricco visto dalla riviera Belzoni nei primi anni 20 del XX secolo; edizioni Luigi De Marci.

Ora il colle offre agli escursionisti diversi ambienti e luoghi di interesse dai quali ammirare infiniti panorami verso l'intero complesso dei Colli Euganei da un lato e verso la pianura padana dall'altro, attraverso il percorso N.6 del Parco Regionale dei colli Euganei.
È possibile raggiungere la vetta del monte tramite comoda strada asfaltata privata e chiusa al traffico veicolare che, con buona pendenza (10-15%) raggiunge prima una locanda dal tipico colore rosso, quindi l'antico Eremo di Santa Domenica, posto sulla sommità.
Dall'Eremo parte in discesa una lunga scalinata che conduce ad una terrazza panoramica sorvegliata dalla statua di Ercole.
Il monte Ricco è solcato da una fitta rete di sentieri, alcuni pianeggianti, altri molto ripidi, e da strade forestali ben percorribili a piedi o in bicicletta. Uno dei percorsi più frequentati è proprio un anello che si sviluppa praticamente attorno al monte alla quota di circa 150–250 m.
Adiacente al Monte Ricco vi è il cosiddetto Monte Castello, un piccolo promontorio che però non è separato dalla montagna principale. Anch'esso, con le sue trincee di guerra, è visitabile partendo dal sentiero principale con una deviazione di pochi minuti.

### L'Eremo di Santa Domenica

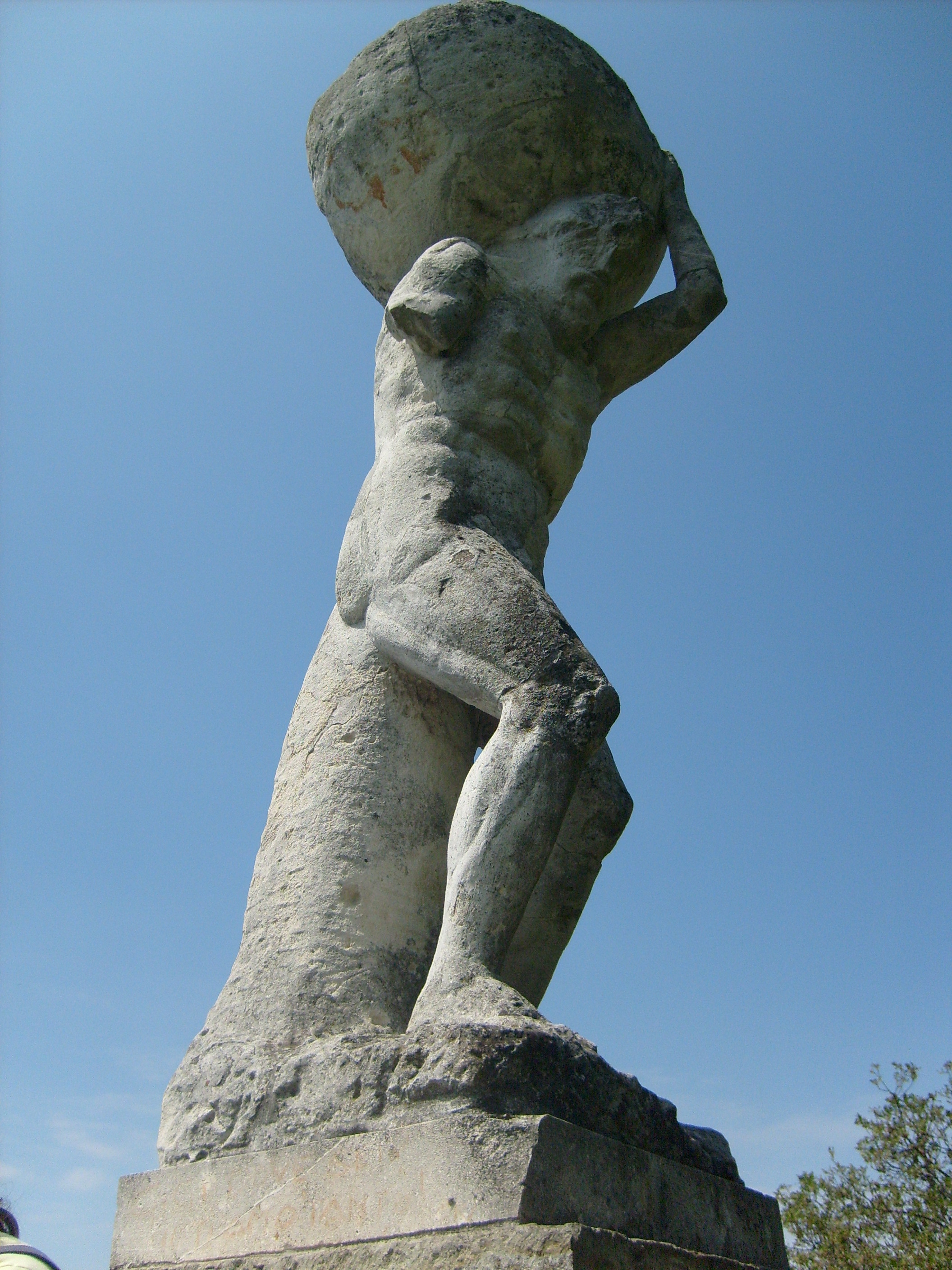
La Statua di Ercole nella Terrazza di Ercole sul Monte Ricco.

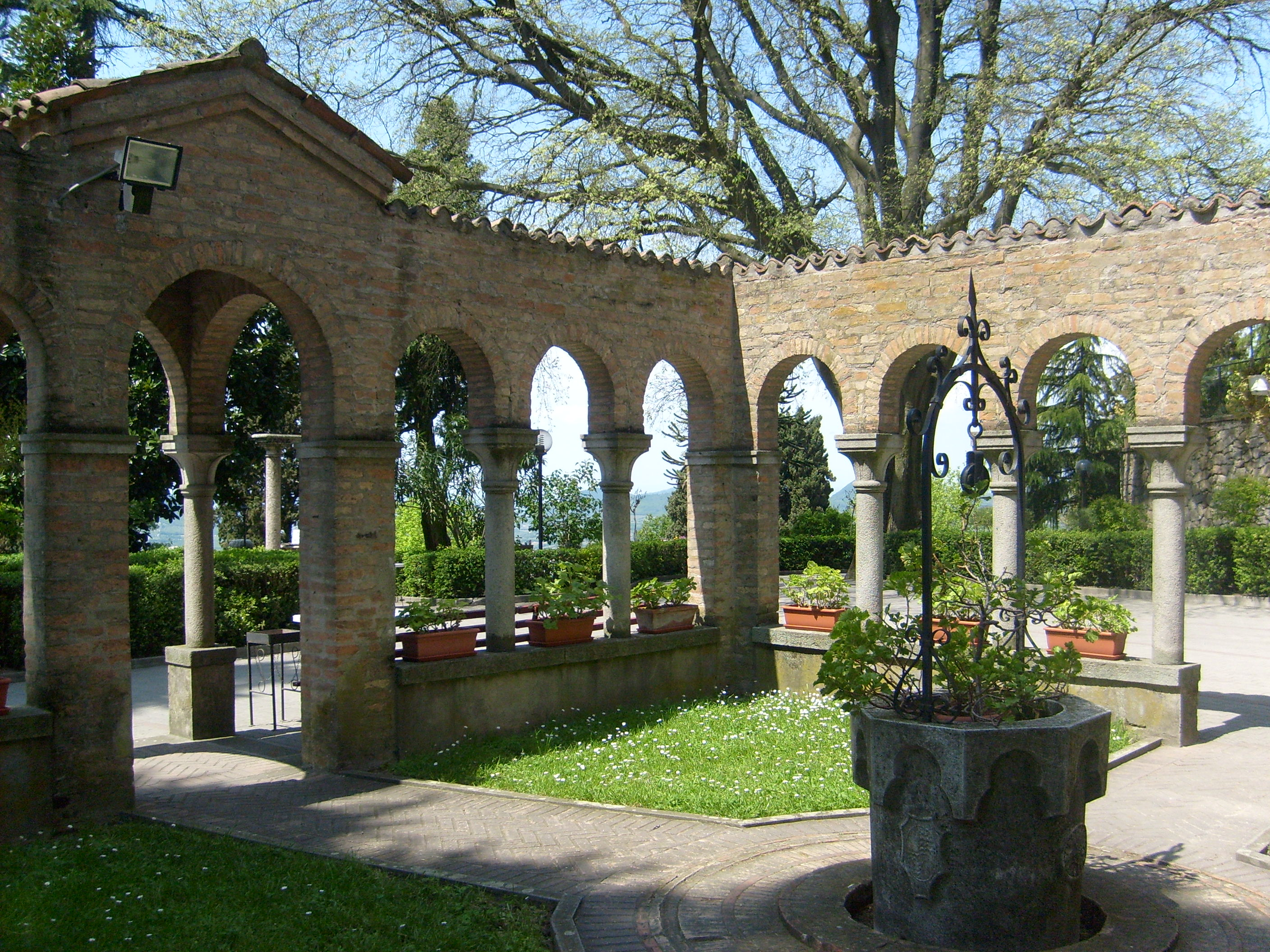
Eremo di Santa Domenica sul Monte Ricco

Antico eremo situato sulla cima del Monte Ricco, limite sud-orientale del Parco Regionale dei colli Euganei. Le sue origini risalgono al 1203, quando il comune di Monselice donò dei terreni per la fondazione del monastero di San Giovanni Evangelista, che dopo il 1258 diventa una dipendenza del monastero benedettino di Padova.